# Chilonatalus tumidifrons
Chilonatalus tumidifrons е вид прилеп от семейство Natalidae. Видът е почти застрашен от изчезване.

## Разпространение и местообитание
Разпространен е в Бахамски острови.
Обитава гористи местности, пещери и храсталаци в райони с тропически климат.

## Описание
Теглото им е около 3,6 g.
Популацията на вида е намаляваща.